# Prioniturus montanus
El lorito-momoto montano (Prioniturus montanus) es una especie de ave psitaciforme de la familia Psittaculidae endémica de Filipinas.

## Descripción
Mide unos 23 centímetros de largo, sin contar sus raquetas. El plumaje de los machos en la subespecie nominal es principalmente verde, con tonos más claros en las partes inferiores. La parte frontal y superior de su cabeza es de color azul turquesa, con la parte superior del píleo roja. Las dos plumas centrales de su cola son largas, y consisten en un filamento pelado terminado en un mechón negro a modo de raquetas, que sobresalen de la cola. La longitud de las raquetas varía entre subespecies, de 3,5 a 8 cm. Las hembras carecen de la mancha roja de la cabeza, y los filamentos de sus colas son más cortos. Los juveniles se parecen a las hembras pero sin raquetas en la cola.

## Distribución y hábitat
Se encuentra únicamente en las selvas tropicales de los montes del norte de la isla de Luzón. Esta especie está amenazada por la pérdida de hábitat.

## Taxonomía
Se reconocen dos subespecies:
P. m. montanus;
P. m. malindangensis - sin mancha roja y menos azul en la cabeza, sus raquetas son más largas que las de montanus.
Anteriormente se consideraba al lorito momoto de Mindanao otra subespecie del montano.